# أندرو مريديث
أندرو مريديث (بالإنجليزية: Andrew Meredith)‏ هو لاعب هوكي الحقل أسترالي، ولد في 24 أبريل 1972.